# Meilleur handballeur de l'année URBH
 (mai 2014).
Le meilleur handballeur de l'année URBH est désigné chaque année par l'Union royale belge de handball (URBH).
Le flémallois, Jean Mossoux ancien joueur du ROC Flémalle est considéré comme le meilleur joueur du championnat belge de tous les temps[réf. nécessaire].

## Palmarès
| Année | Vainqueur                       | Nationalité        | Club                                |
| ----- | ------------------------------- | ------------------ | ----------------------------------- |
| 1959  | Richard Lespagnard              | Belgique           | ROC Flémalle                        |
| 1960  | Marcel Dewar                    | Belgique           | ROC Flémalle                        |
| 1961  | Richard Lespagnard              | Belgique           | ROC Flémalle                        |
| 1962  | Jean Mossoux                    | Belgique           | ROC Flémalle                        |
| 1963  | Jean Mossoux                    | Belgique           | ROC Flémalle                        |
| 1964  | Jean Mossoux                    | Belgique           | ROC Flémalle                        |
| 1965  | Jean Mossoux                    | Belgique           | ROC Flémalle                        |
| 1966  | Gunther Deschrijver             | Belgique           | Sparta Alost                        |
| 1967  | Jean Mossoux                    | Belgique           | ROC Flémalle                        |
| 1968  | Jean Mossoux                    | Belgique           | ROC Flémalle                        |
| 1969  | Marcel Dewar                    | Belgique           | Progrès HC Seraing                  |
| 1983  | Dirk Verhofstadt                | Belgique           | SK Avanti Lebbeke                   |
| 1984  | Mieczysław Wojczak              | Pologne            | Initia HC Hasselt                   |
| 1985  | Johan Smeets                    | Belgique           | Initia HC Hasselt                   |
| 1992  | Luc Deltombe                    | Belgique           | HC Herstal                          |
| 1993  | Edi Delic                       | Belgique           | Extran Beyne                        |
| 1994  | Jean-Luc Grandjean              | Belgique           | Initia HC Hasselt                   |
| 1995  | David Polfiet                   | Belgique           | Initia HC Hasselt                   |
| 1996  | Haris Dzafic                    | Bosnie-Herzégovine | Union beynoise                      |
| 1997  | Diethard Huygen                 | Belgique           | Initia HC Hasselt                   |
| 1998  | Joseph Delpire                  | Belgique           | Initia HC Hasselt                   |
| 1999  | Joseph Delpire/Patrick Catteeuw | Belgique/ Belgique | Initia HC Hasselt/Sporting Neerpelt |
| 2000  | Eric Wudtke                     | Belgique           | HC Eynatten                         |
| 2001  | Gerrit Stavast                  | Pays-Bas           | HC Eynatten                         |
| 2002  | Bart Lenders                    | Belgique           | Sporting Neerpelt                   |
| 2003  | Rudolf Tonkovic                 | Croatie            | Union beynoise                      |
| 2005  | Patrick Buzaud                  | Belgique           | HC Elckerlyc Tongeren               |
| 2006  | Lars Bertels                    | Belgique           | KV Sasja HC Hoboken                 |
| 2007  | Koen Roggeman                   | Belgique           | KV Sasja HC Hoboken                 |
| 2008  | Roel Valkenborgh                | Belgique           | Sporting Neerpelt                   |
| 2009  | Bart Lenders                    | Belgique           | Achilles Bocholt                    |
| 2010  | Bart Lenders                    | Belgique           | Achilles Bocholt                    |
| 2011  | Jeffrey Jacobs                  | Belgique           | KV Sasja HC Hoboken                 |
| 2012  | David Polfliet                  | Belgique           | United HC Tongeren                  |
| 2013  | Bart Lenders                    | Belgique           | Achilles Bocholt                    |
| 2014  | Jef Lettens                     | Belgique           | Initia HC Hasselt                   |
| 2015  | Jeroen De Beule                 | Belgique           | Callant Tongeren                    |
| 2016  | Bartosz Kedziora                | Belgique           | Achilles Bocholt                    |
| 2017  | Arber Qerimi                    | Belgique           | Callant Tongeren                    |
| 2018  | Tom Robyns                      | Belgique           | Initia HC Hasselt                   |
| 2019  | Serge Spooren                   | Belgique           | Achilles Bocholt                    |
| 2020  | Serge Spooren                   | Belgique           | Achilles Bocholt                    |

## Bilans

### Par joueur
| Rang | Joueur              | Nombre |
| ---- | ------------------- | ------ |
| 1    | Jean Mossoux        | 6      |
| 2    | Bart Lenders        | 4      |
| 3    | Richard Lespagnard  | 2      |
| 3    | Marcel Dewar        | 2      |
| 3    | Serge Spooren       | 2      |
| 3    | Joseph Delpire      | 2      |
| 3    | David Polfiet       | 2      |
| 8    | Gunther Deschrijver | 1      |
| 8    | Dirk Verhofstadt    | 1      |
| 8    | Johan Smeets        | 1      |
| 8    | Mieczysław Wojczak  | 1      |
| 8    | Luc Deltombe        | 1      |
| 8    | Edi Delic           | 1      |
| 8    | Jean-Luc Grandjean  | 1      |
| 8    | Haris Dzafic        | 1      |
| 8    | Diethard Huygen     | 1      |
| 8    | Patrick Catteeuw    | 1      |
| 8    | Eric Wudtke         | 1      |
| 8    | Gerrit Stavast      | 1      |
| 8    | Rudolf Tonkovic     | 1      |
| 8    | Patrick Buzaud      | 1      |
| 8    | Jeffrey Jacobs      | 1      |
| 8    | Roel Valkenborgh    | 1      |
| 8    | Koen Roggeman       | 1      |
| 8    | Roel Valkenborgh    | 1      |
| 8    | Jef Lettens         | 1      |
| 8    | Tom Robyns          | 1      |
| 8    | Arber Qerimi        | 1      |
| 8    | Bartosz Kedziora    | 1      |

### Par club
| Rang | Club                     | Nombre |
| ---- | ------------------------ | ------ |
| 1    | ROC Flémalle             | 9      |
| 1    | Initia HC Hasselt        | 9      |
| 3    | Achilles Bocholt         | 6      |
| 4    | United HC Tongeren       | 3      |
| 4    | KV Sasja HC Hoboken\|    | 3      |
| 4    | Sporting Neerpelt-Lommel | 3      |
| 7    | HC Eynatten-Raeren       | 2      |
| 8    | Progrès HC Seraing       | 1      |
| 8    | SK Avanti Lebbeke        | 1      |
| 8    | VOO HC Herstal           | 1      |
| 8    | Sparta Alost             | 1      |

### Par pays
| Rang | Pays               | Nombre |
| ---- | ------------------ | ------ |
| 1    | Belgique           | 51     |
| 2    | Croatie            | 1      |
| 2    | Pays-Bas           | 1      |
| 2    | Pologne            | 1      |
| 2    | Bosnie-Herzégovine | 1      |